# Ocoelophora crenularia
Ocoelophora crenularia är en fjärilsart som beskrevs av John Henry Leech 1897. Ocoelophora crenularia ingår i släktet Ocoelophora och familjen mätare. Inga underarter finns listade i Catalogue of Life.